# Trentepohlia nox
Trentepohlia nox är en tvåvingeart som beskrevs av Alexander 1921. Trentepohlia nox ingår i släktet Trentepohlia och familjen småharkrankar. Inga underarter finns listade i Catalogue of Life.